# DFS Classic 1995
DFS Classic 1995 — жіночий тенісний турнір, що проходив на кортах з трав'яним покриттям Edgbaston Priory Club у Бірмінгемі (Англія). Належав до турнірів 3-ї категорії в рамках Туру WTA 1995. Тривав з 12 до 18 червня 1995 року. Третя сіяна Зіна Гаррісон-Джексон здобула титул в одиночному розряді.

## Фінальна частина

### Одиночний розряд
Зіна Гаррісон-Джексон —  Лорі Макніл 6–3, 6–3
- Для Гаррісон-Джексон це був єдиний титул за сезон і 37-й — за кар'єру.

### Парний розряд
Манон Боллеграф /  Ренне Стаббс —  Ніколь Брандтке /  Крістін Редфорд 3–6, 6–4, 6–4
- Для Боллеграф це був 3-й титул за сезон і 19-й — за кар'єру. Для Стаббс це був єдиний титул за сезон і 9-й — за кар'єру.